# Volkswagen Arteon
Volkswagen Arteon - ліфтбек Е-класу компанії Volkswagen, що був представлений 6 березня 2017 року на Женевському автосалоні.
У червні 2020 року Volkswagen представив оновлену модель Arteon у кузовах фастбека та універсала Shooting Brake. Крім того, була анонсована поява спортивної Arteon R.

## Опис

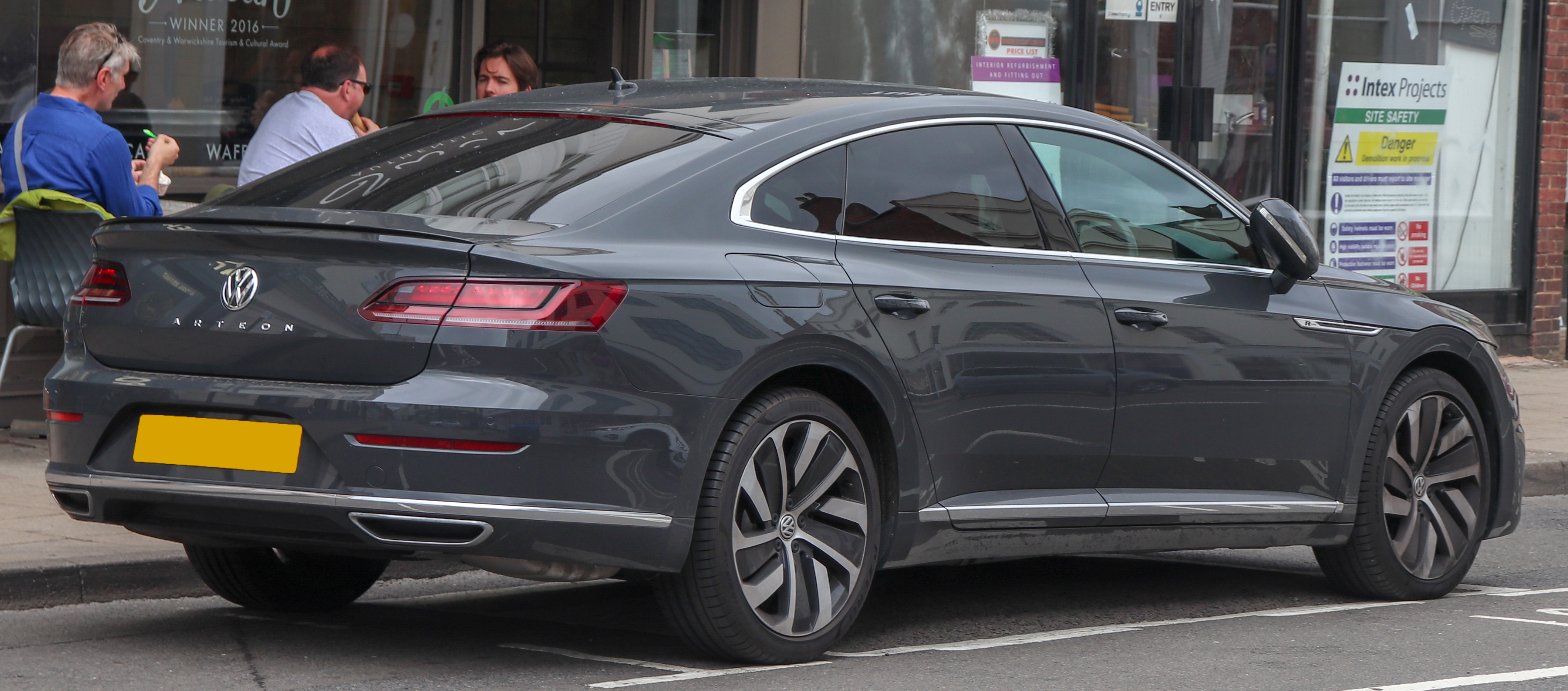
Volkswagen Arteon R-Line

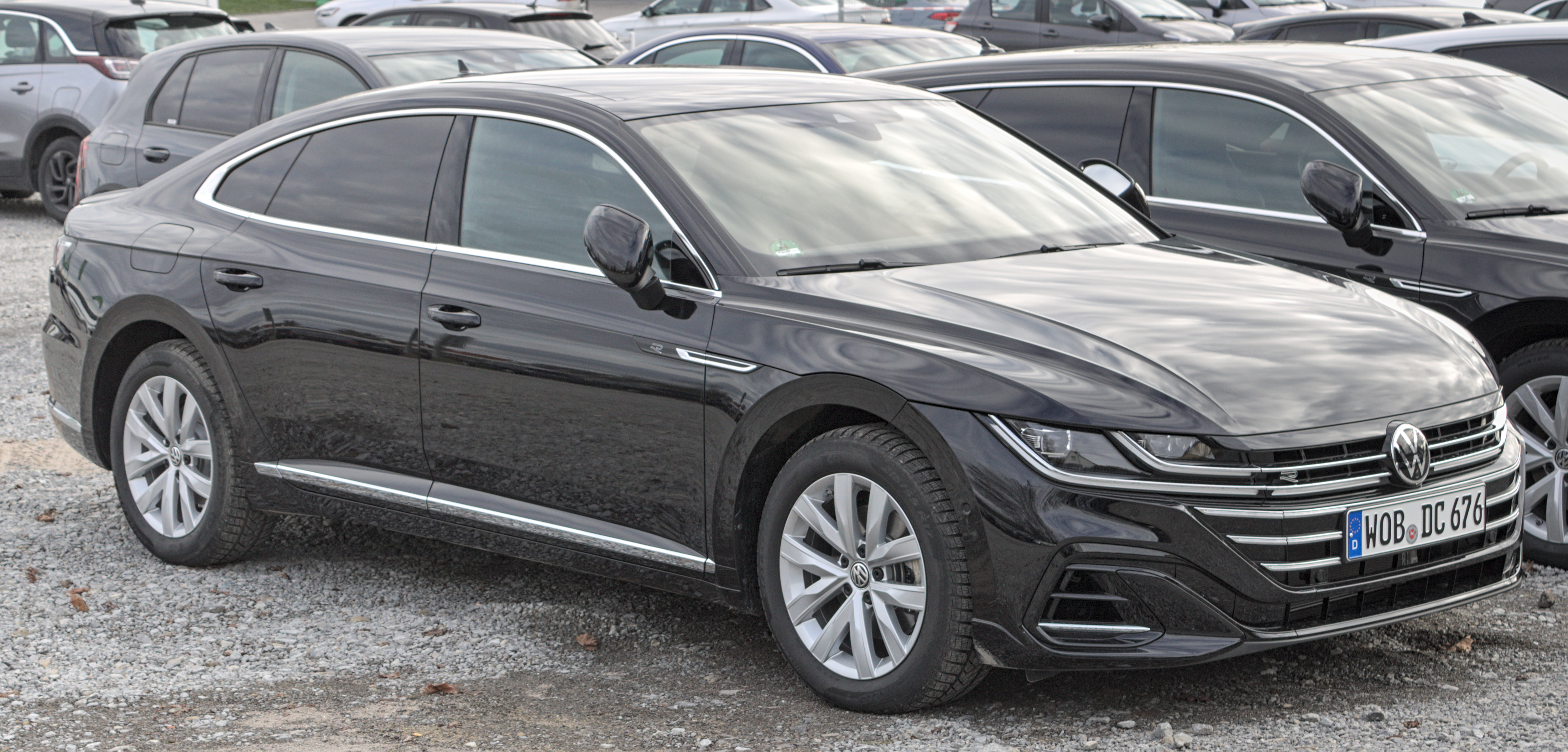
Volkswagen Arteon (з 2020)

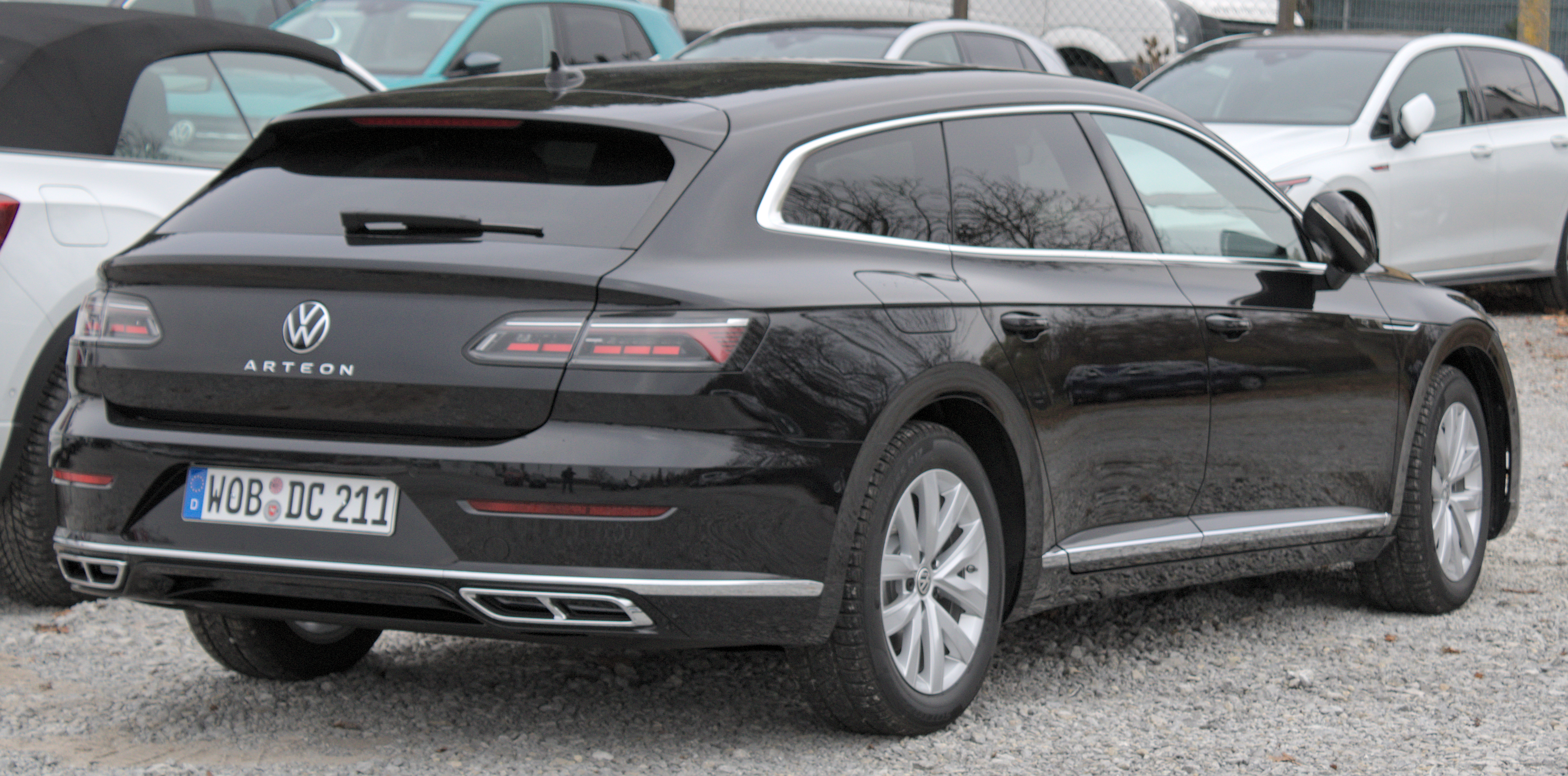
Volkswagen Arteon Shooting Brake (з 2020)

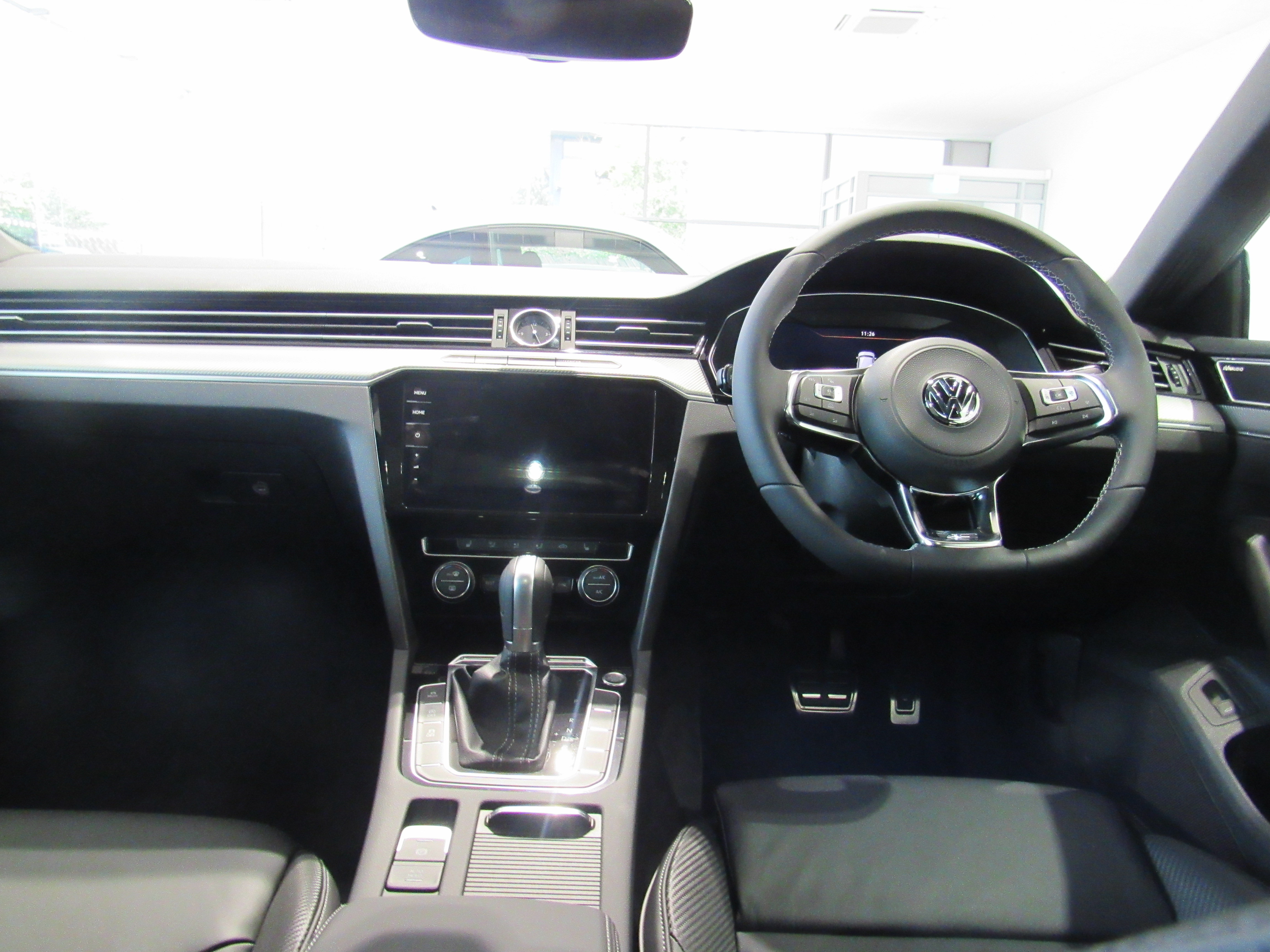
Салон Volkswagen Arteon R-Line

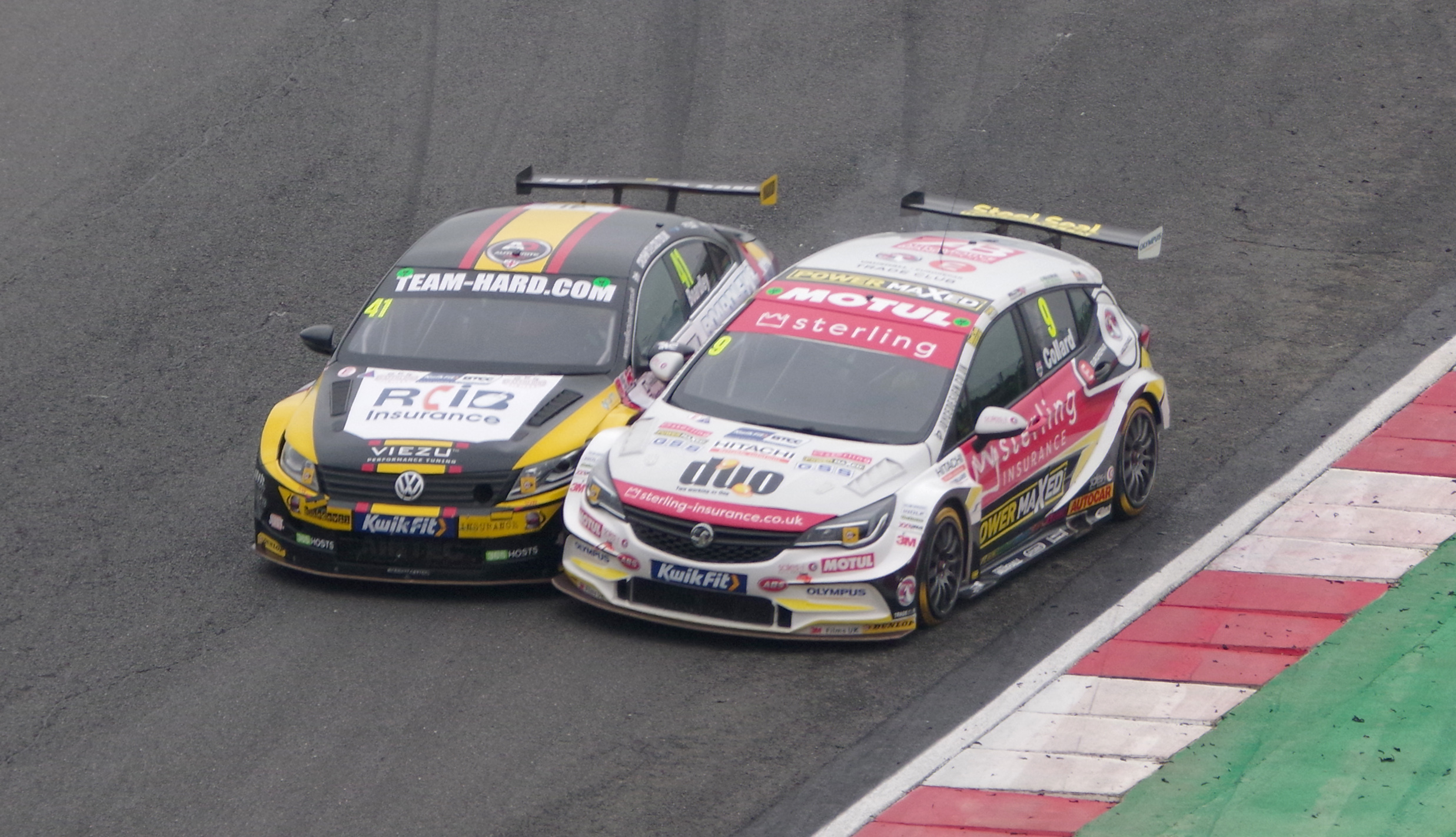
2019 British Touring Car Championship

Назва автомобіля утворена з пари частин: «Art» (мистецтво) і «eon» (приставка від флагманської моделі для китайського ринку Phideon, що символізує «преміальність» в ієрархії бренду).
Автомобіль збудовано на модульній платформі Volkswagen MQB (Modularer Querbaukasten). Спереду стійки McPherson і алюмінієвий підрамник, ззаду - багаторичажка на сталевому підрамнику (у повнопривідних Артеонів вона з алюмінію). Продажі стартували 16 червня 2017 року. Стартова ціна 35 000 євро.
Довжина ліфтбека дорівнює 4862 мм, ширина - 1871 мм, висота - 1427мм, колісна база простягається на 2841 мм. Розмір колісних дисків - від 17 до 20 дюймів.
Всього у моделі буде шість двигунів: 1.5 TSI Evo (150 к.с., передній привід, шестиступінчаста «механіка» або семиступінчастий «робот» DSG), 2.0 TSI (190 к.с., «робот»), 2.0 TSI (280 к.с., робот плюс повний привід 4motion), 2.0 TDI (150 к.с., «механіка» або «робот»), 2.0 TDI (190 к.с., «робот», як опція повний привід) і 2.0 TDI (240 к.с., «робот» з повним приводом).
Комітет Euro NCAP присудив VW Arteon нагороду в 2017 році за кращі показники безпеки в класі "Executive".
У червні 2020 року Volkswagen провів світову прем’єру нового Arteon, який одночасно був представлений у вигляді фастбека та кузова Shooting Brake. 
Відмінними рисами зокрема стали перероблена передня частина з новою суцільною світлодіодною смугою, хромованими частинами та новими повітрозабірниками внизу.
Також вперше буде запропонована плагін-гібридна версія Arteon eHybrid, яка буде доступна в обох кузовах.

## Двигуни

### Бензинові
- 1.5 TSI DADA І4 150 к.с. 250 Нм
- 2.0 TSI CZPB І4 190 к.с. 320 Нм
- 2.0 TSI І4 272 к.с. 350 Нм
- 2.0 TSI DJHC І4 280 к.с. 350 Нм

### Дизельні
- 2.0 TDI (SCR) DFGA І4 150 к.с. 340 Нм
- 2.0 TDI (SCR) DFHA І4 190 к.с. 400 Нм
- 2.0 TDI (SCR) CUAA І4 240 к.с. 500 Нм

## Продажі
| рік  | Європа | США   | Китай  |
| ---- | ------ | ----- | ------ |
| 2017 | 9,798  |       | 21,472 |
| 2018 | 21,495 |       | 16,065 |
| 2019 | 19,408 | 2,449 | 23,807 |
| 2020 | 13,582 | 3,602 | 28,428 |